# Marulanda (ort)
Marulanda är en ort i Colombia.   Den ligger i departementet Caldas, i den centrala delen av landet, 150 km nordväst om huvudstaden Bogotá. Marulanda ligger 2 858 meter över havet och antalet invånare är 1 256.
Terrängen runt Marulanda är kuperad åt nordväst, men åt sydost är den bergig. Runt Marulanda är det ganska tätbefolkat, med 207 invånare per kvadratkilometer. Närmaste större samhälle är Manzanares, 12,3 km öster om Marulanda. I omgivningarna runt Marulanda växer i huvudsak städsegrön lövskog.